# Auguste Marie François Beernaert
Auguste Marie François Beernaert (født 26. juli 1829, død 6. oktober 1912) var en belgisk jurist og politiker. Han var premierminister fra 1884 til 1894.
Beernaert blev tildelt Nobels fredspris i 1909 for sit arbejde som medlem af Den faste Voldgiftsret i Haag og sin indsats for at løse internationale konflikter.